# Arenenberg

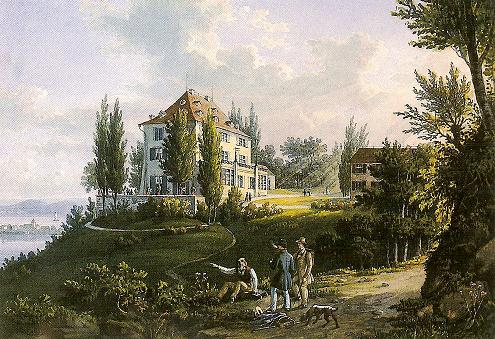
Ansicht des Arenenbergs um 1840, Gouache von Emanuel Labhardt

Arenenberg ist der Name eines Schlosses am Untersee in der Gemeinde Salenstein im Kanton Thurgau (Schweiz), gegenüber der Insel Reichenau. Historische Bedeutung erlangte das Anwesen als Wohnsitz der vormaligen holländischen Königin Hortense de Beauharnais und des späteren französischen Kaisers Napoleon III. Die Einrichtung des heutigen Napoleonmuseums besteht weitgehend aus der Originalmöblierung.

## Ursprung im 16.Jahrhundert

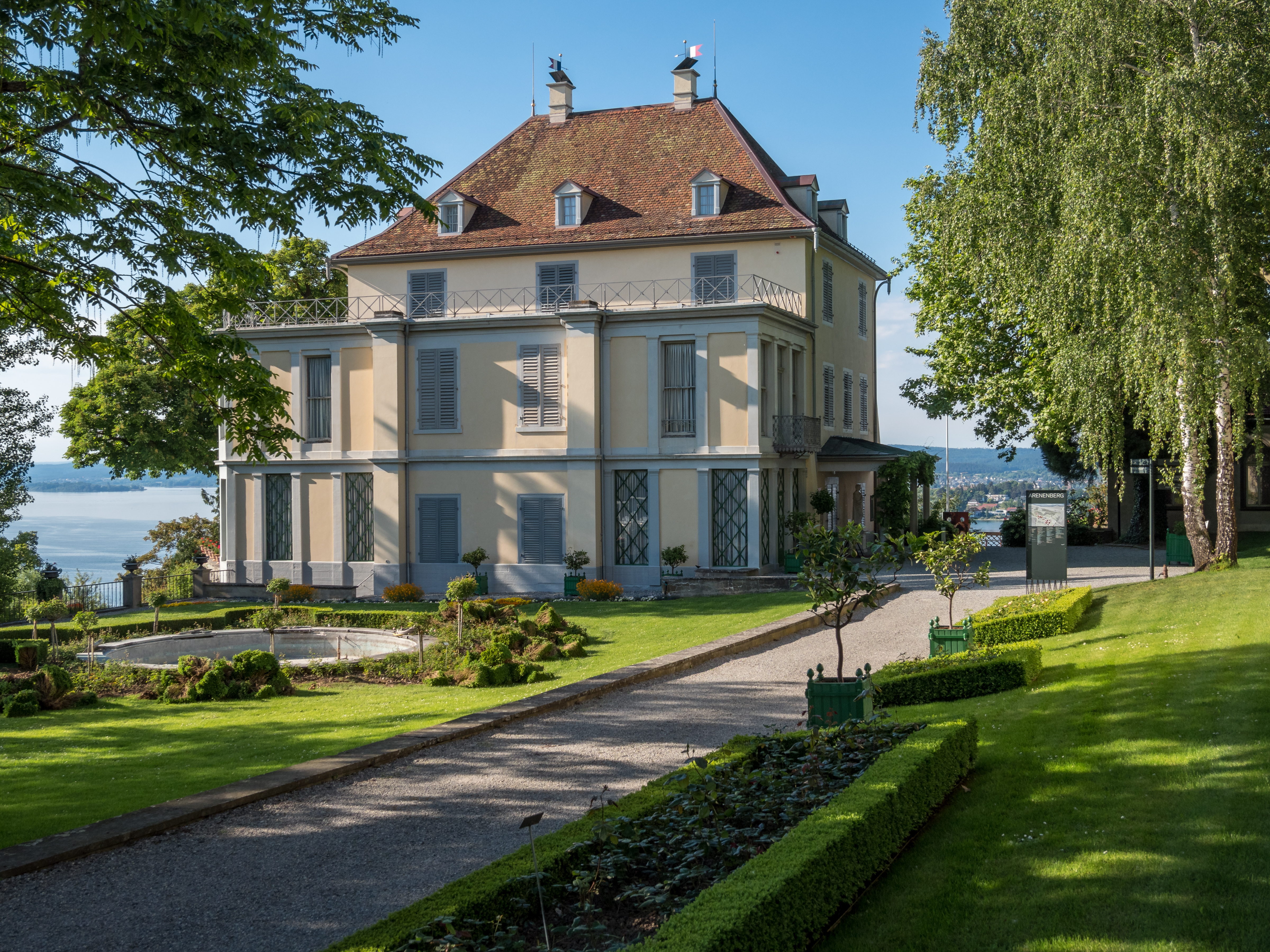
(Napoleon-)Schloss Arenenberg

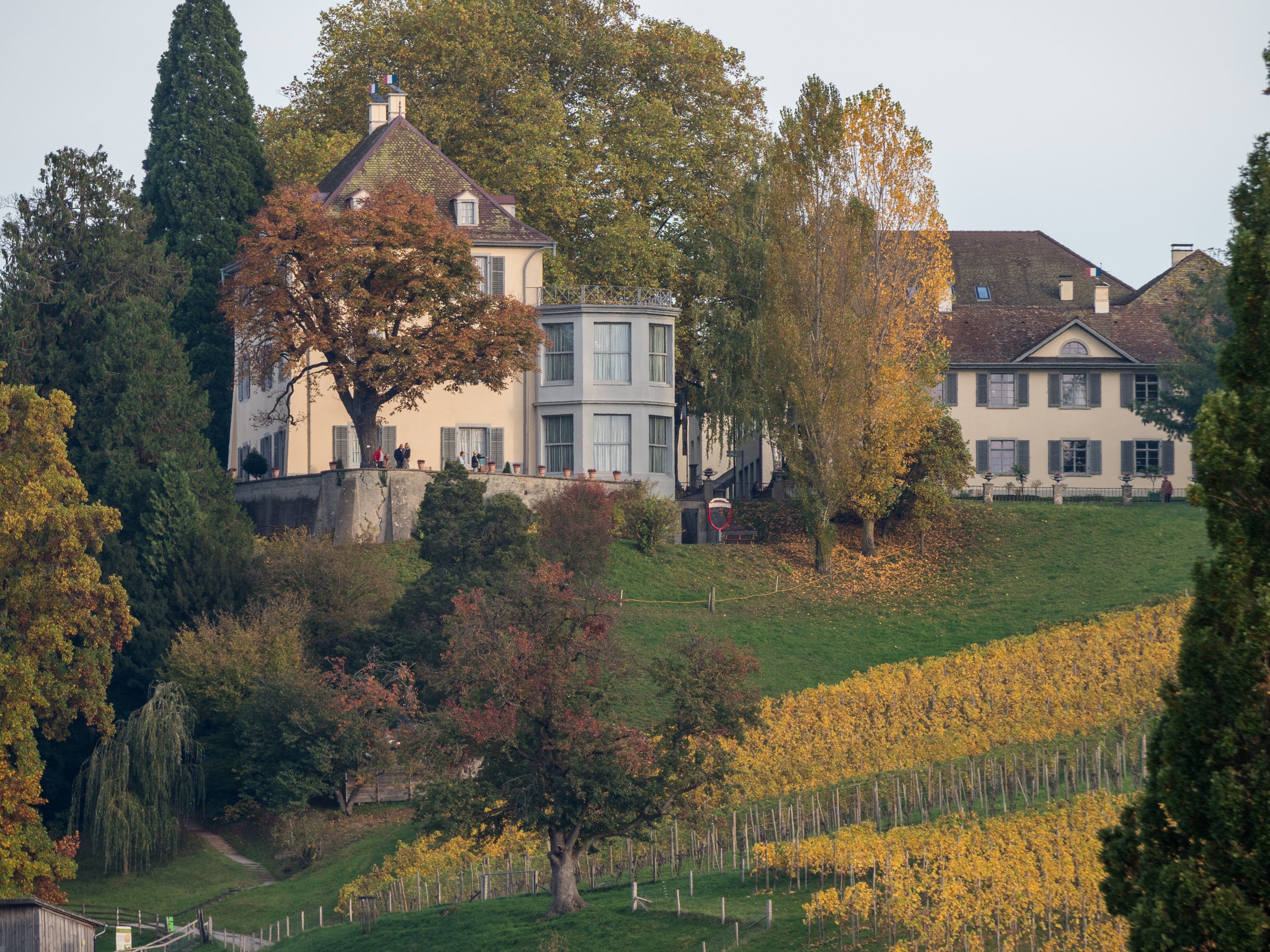
Arenenberg: Schloss und landwirtschaftliche Bildungsanstalt

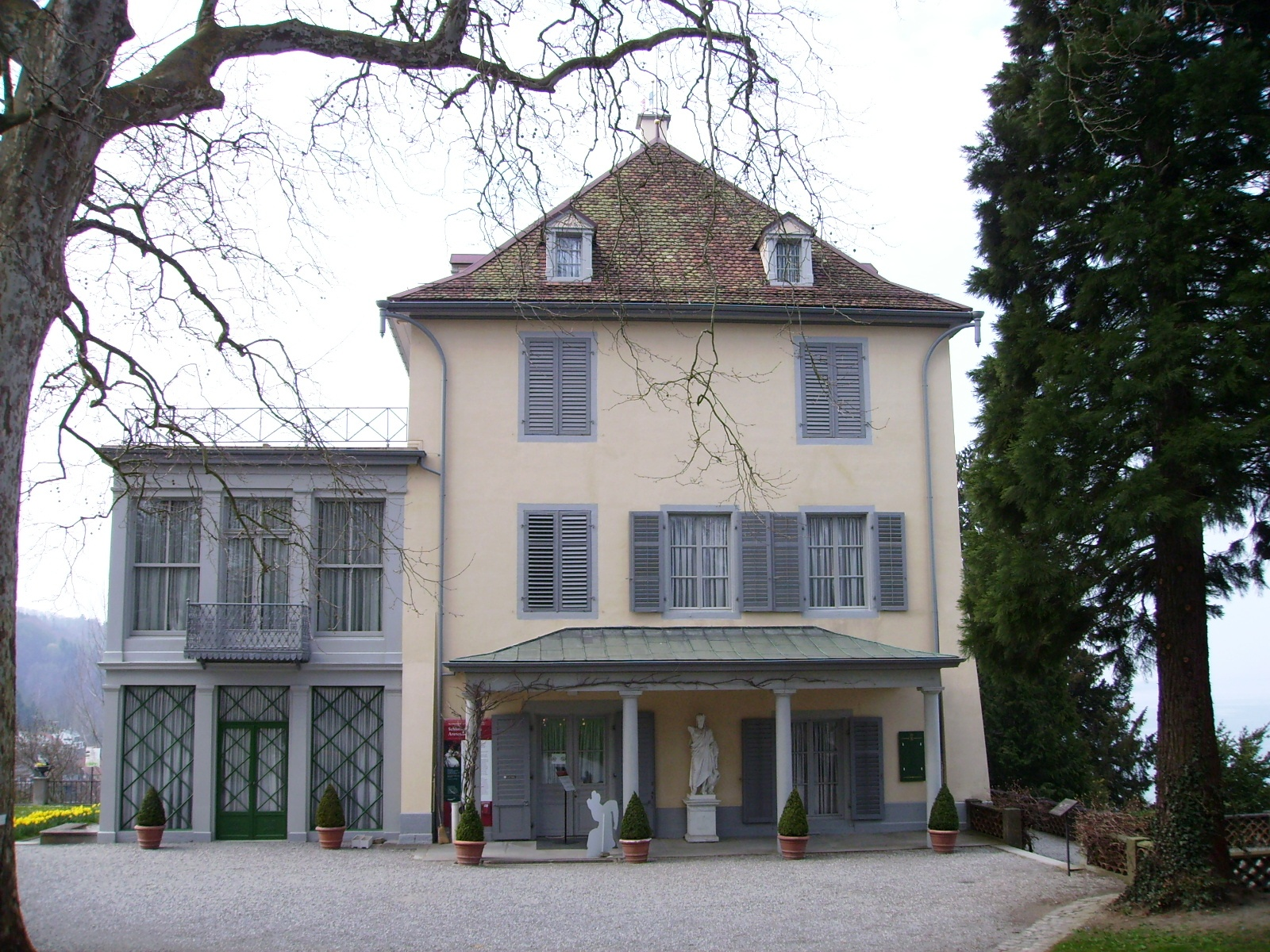
Front des Schlosses

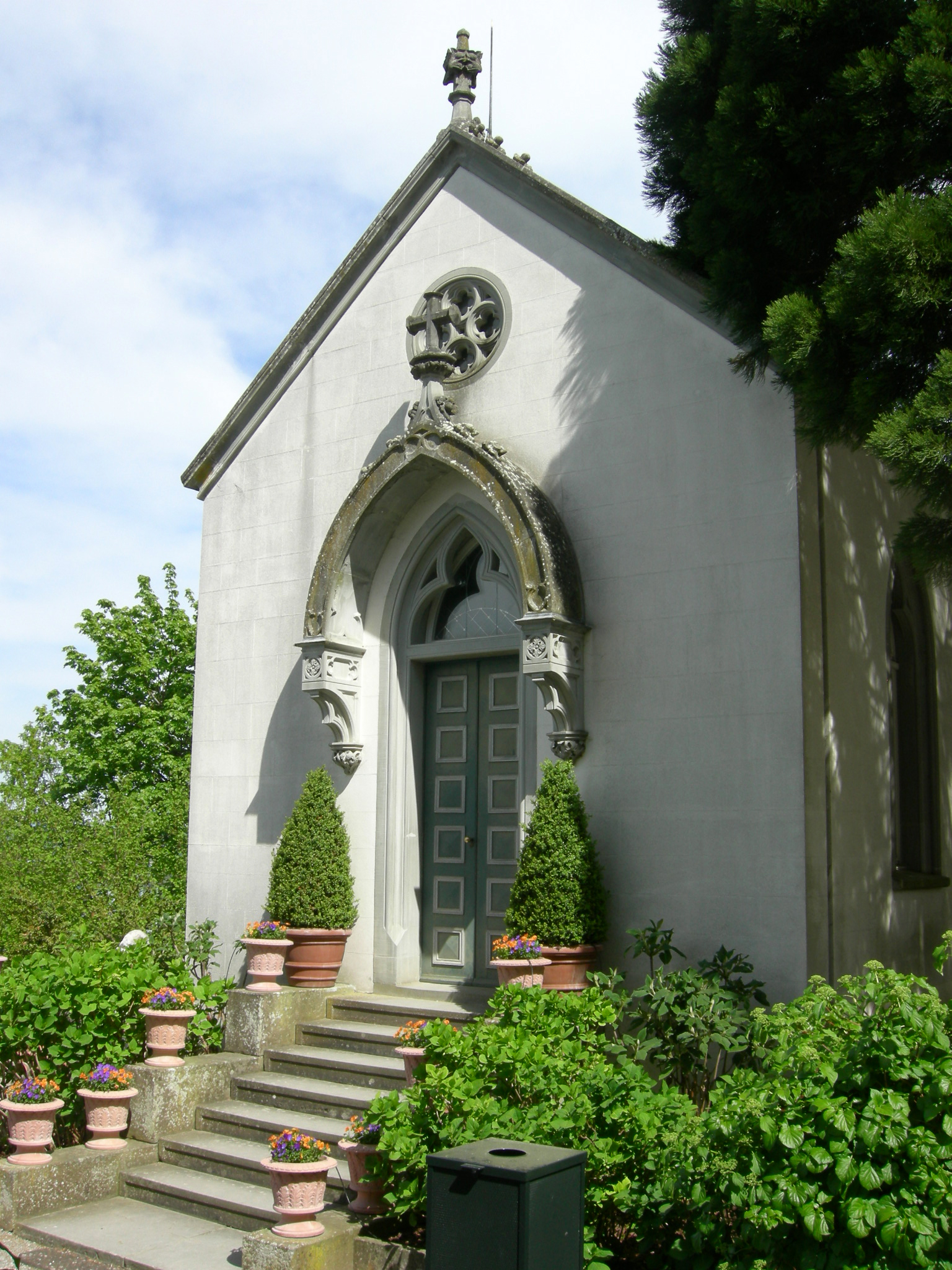
Arenenbergkapelle

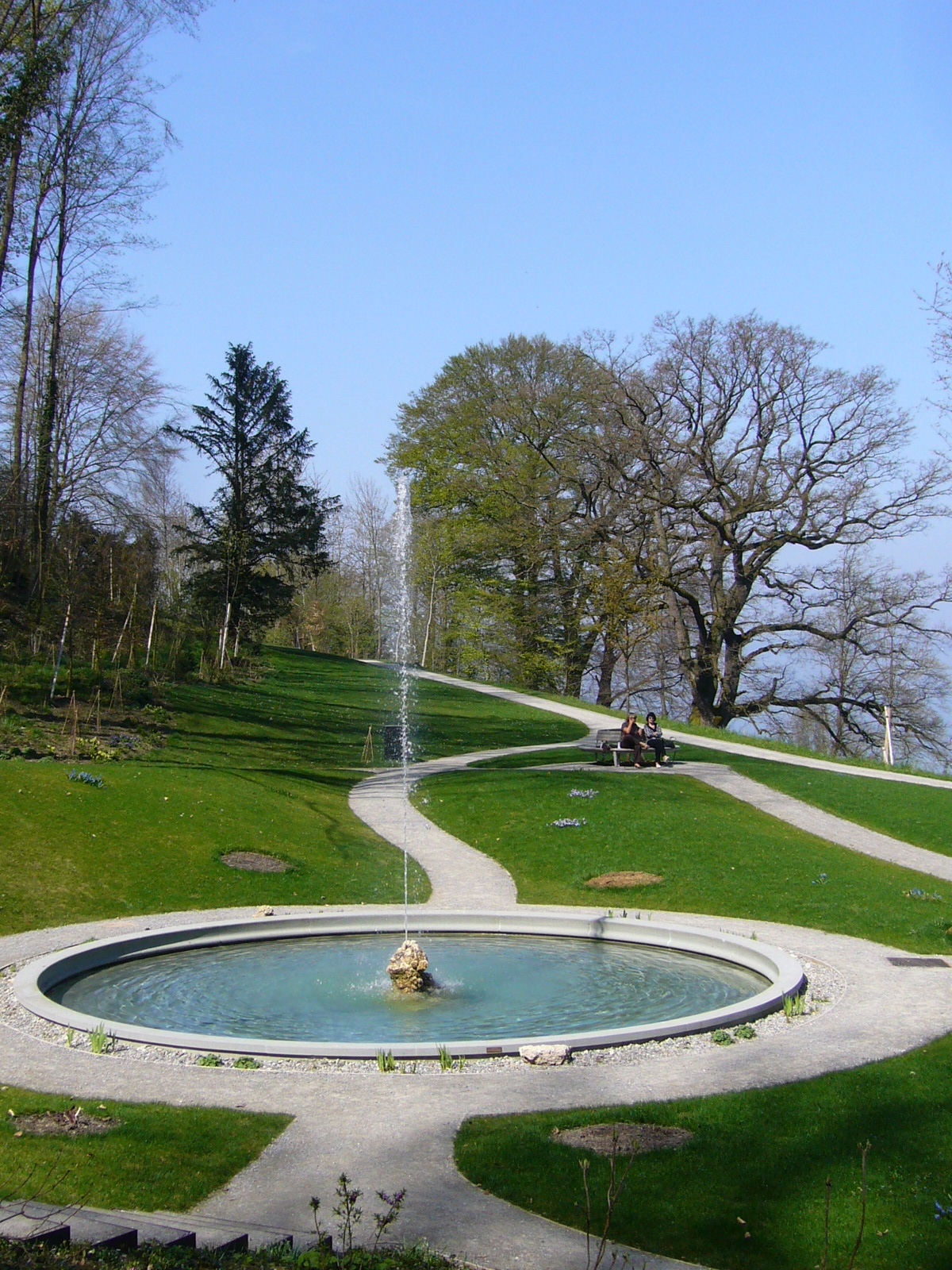
Garten von Arenenberg nach der Wiederherstellung im Frühjahr 2009

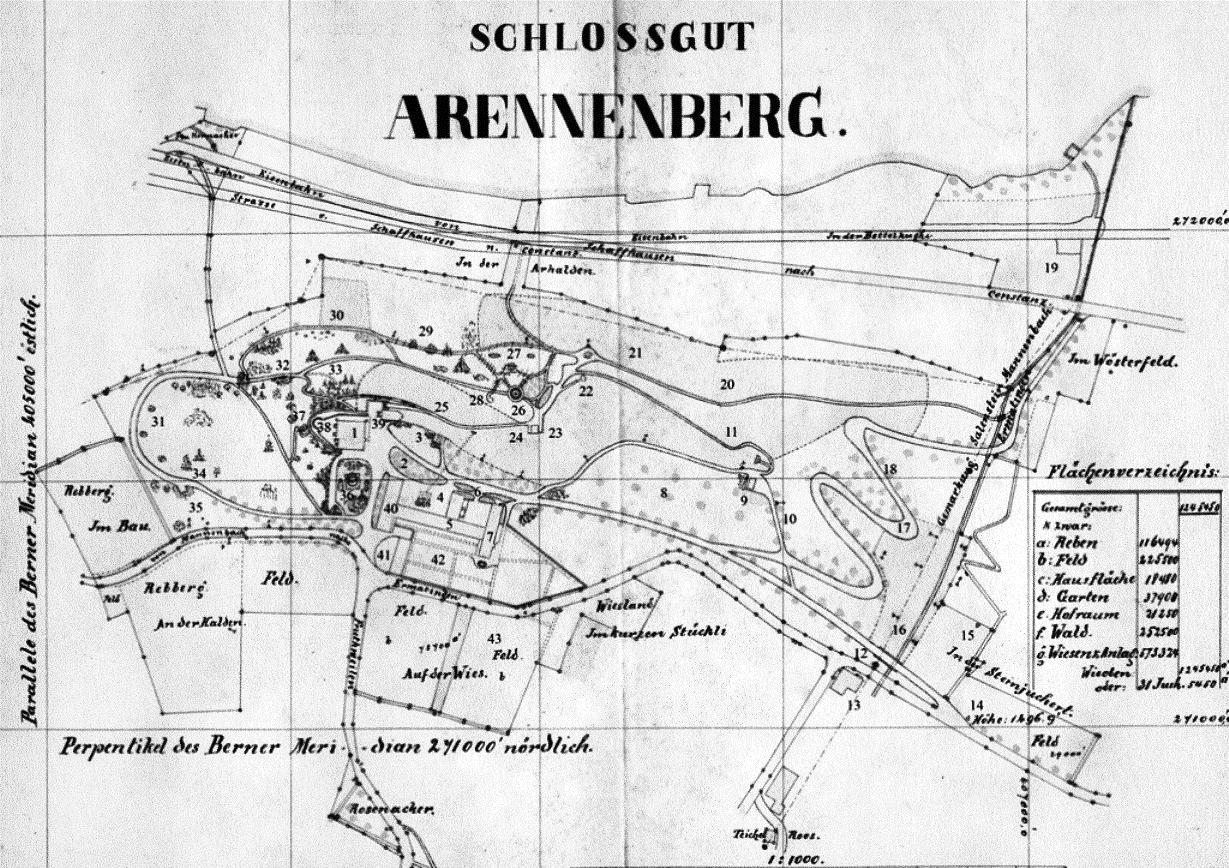
Historischer Plan der Parkanlage

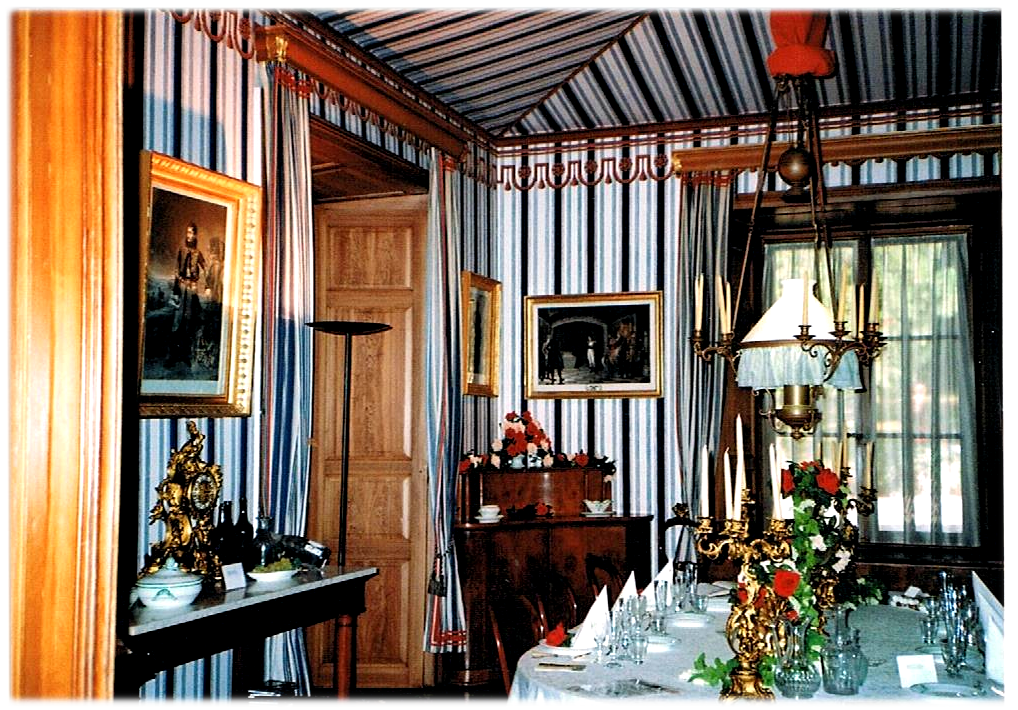
Das Speisezimmer in Zeltform

Das Schloss wurde Anfang des 16. Jahrhunderts vom Konstanzer Bürgermeister Sebastian Geissberg erbaut. An seiner Stelle stand zuvor ein Bauernhof namens Narrenberg.
1585 wurde das Gut, das damals Hans Konrad von Schwarach gehörte, von der Eidgenossenschaft zum Freisitz erhoben. Nach mehrmaligem Besitzerwechsel wurde das Schloss im 18. Jahrhundert von der Familie von Streng erworben.
Der Name Narrenberg schien den späteren Bewohnern der Gegend nicht mehr genehm, und so wurde mehr und mehr Arenenberg gebraucht, vielleicht mit Bezug auf den Abhang vor dem Schloss zum See, der Arnhalde. Durchgesetzt hat sich Arenenberg jedoch erst im 18./19. Jahrhundert, ebenfalls unter der Schreibweise Arenberg. Das Schwesterschiff des Dampfschiffs Neptun hiess noch Arenaberg (1865–1939).

## Hortense de Beauharnais
Durch die Vermittlung des Appenzeller Landammanns Jacob Zellweger und des Bankiers David Macaire verkaufte Johann Baptist von Streng das Schloss 1817 an die damals in Konstanz im Exil weilende Exkönigin Hortense de Beauharnais für 30.000 Gulden. Sie war die Tochter der Kaiserin Joséphine, der ersten Frau Napoleons I., und Gattin von Napoleons Bruder Louis, der von 1806 bis 1810 König von Holland war.
Bevor Hortense das Schloss ab 1818 zeitweise bewohnte, wurde es umgebaut. Die Umfassungsmauer wurde geschleift, das Hauptgebäude verlor seine Zinnen, und sein Türmchen und die Ökonomiegebäude wurden bis auf ein einziges entfernt. Federführend war dabei der Konstanzer Baumeister Johann Baptist Wehrle. Das Innere wurde nach dem damaligen Pariser Geschmack eingerichtet. Überdies legte Hortense einen Landschaftspark an. Bei der Planung liess sie sich vielleicht vom französischen Gartenarchitekten Louis-Martin Berthault helfen. Um seiner Schwester während der Sommermonate nahe zu sein, kaufte ihr Bruder Eugène de Beauharnais 1819 die Güter der ehemaligen Herrschaft Sandegg und baute sich oberhalb der mittelalterlichen Burg Schloss Eugensberg.
Hortense pflegte das gesellschaftliche Leben und hatte Persönlichkeiten wie Alexandre Dumas, Julie Récamier, François-René de Chateaubriand, Casimir Delavigne, Graf Francesco Arese und Vertreter des Hochadels als Gäste. Sie lebte bis zu ihrem Tod 1837 auf dem Arenenberg.

„Wenn schon Exil, habe ich mir, auf der Terrasse zwischen Schloß und Kapelle stehend, oft gedacht, dann würde ich mir Arenenberg als Exil gefallen lassen. Wie verschieden übrigens der Eindruck sein mag, den eine Landschaft auf verschiedene Augen macht, dafür gibt Chateaubriand ein Beispiel: er fand den Blick auf Arenenberg „weit, aber traurig. Dieser Blick beherrscht den Konstanzer Untersee, der nichts ist als eine Erweiterung des Rheines auf überschwemmten Wiesen. Auf der anderen Seite des Sees erblickt man düstere Wälder, Überbleibsel des Schwarzwaldes, und weiße Vögel im Fluge unter grauem Himmel, von eisigen Winden getrieben.“ Und das war Ende August, für Arenenberg die schönste Zeit! Die Entdeckung machte Hortense Beauharnais, Stieftochter, Adoptivtochter und Schwägerin Napoleons, von Konstanz aus, wo sie die ersten Jahre nach Waterloo verbrachte. „Le château bien petit, bien délabré, mais placé dans une position pittoresque me plut.“ [Übers. Das Schloss ist ganz schön klein, ganz schön baufällig, aber an einem malerischen Punkt gelegen, der mir gefällt.] Sie war eine Romantikerin, die Königin Hortense, sehr im Stile der Zeit; begabt zum Harfeschlagen, Klavierspielen, Komponieren, Dichten, Lesen...“

## Napoleon III.
Der 1808 geborene Louis Napoleon, Sohn von Hortense de Beauharnais und spätere Kaiser Napoleon III., verbrachte die Zeit von 1818 bis 1836 sowie 1837/1838 auf Schloss Arenenberg. 
Seine Kindheit und Jugend erlebte er am Bodensee und lernte die deutsche Sprache. Nach der Schulzeit in Augsburg wurden für Louis Napoleon auf dem Arenenberg Studierzimmer in den Ökonomiegebäuden eingerichtet. Er wurde durch Professoren aus Konstanz in Naturwissenschaften, Kunst, Philosophie und durch einen Artillerieoffizier im Kriegswesen unterrichtet. Zudem war er ein guter Reiter, Fechter und Schwimmer und erlernte Schweizerdeutsch.
1832 verlieh der Kanton Thurgau Louis Napoleon die Ehrenbürgerwürde. Er erhielt damit das Ehrenbürgerrecht, ohne selbst Schweizer zu sein.
Louis Napeoleon verfasste hier einige militärische und politische Schriften. Auf dem Arenenberg plante er seinen fehlgeschlagenen Putschversuch 1836 in Straßburg. Aus dem kurzen Exil in den Vereinigten Staaten kehrte er schon 1837 nach Arenenberg zurück, weil seine Mutter im Sterben lag.
1843 verkaufte Louis Napoléon, der nach einem weiteren Putschversuch im nunmehr englischen Exil Geld benötigte, das Schloss für dreiundsiebzigtausend Gulden an den aus Glösa bei Chemnitz gebürtigen ehemaligen Klavierlehrer Karl Keller, der 1837 in Paris die reiche Witwe des Marquis de Marcillac geheiratet hatte. Im April 1855 kaufte seine Frau Kaiserin Eugénie das Gut als Geburtstagsgeschenk für ihren Gatten zurück und liess es 1855 und 1874 renovieren und teilweise umbauen. 
Im August 1865 kehrte Louis Napoléon – nun als Kaiser Napoleon III. – für einen Besuch auf den Arenenberg zurück und hielt eine Rede im Thurgauer Dialekt. Nach seinem Tod besuchte Eugénie noch mehrmals das Schloss und schenkte es schliesslich 1906 dem Kanton Thurgau.

## Nutzung als Museum
Das Napoleonmuseum befindet sich im gut erhaltenen Schloss, das auch heute noch dem Kanton Thurgau gehört. Besichtigt werden können die möblierten Räume im Parterre (Vestibül, Wintergarten, Salon der Königin Hortense, unterer Seesalon, Bibliothek, Speisesalon, Klingelanlage) und in der ersten Etage (Schlaf- und Sterbezimmer der Königin Hortense, Boudoir, Arbeitszimmer der Königin Hortense, Arbeitszimmer des Sohns von Kaiserin Eugénie und Napoleon III., Salon der Kaiserin Eugénie, oberer Seesalon, Schlafzimmer des Kaisers Napoleon III., Schlafzimmer der Kaiserin Eugénie, Toilette) mit zahlreichen Gemälden und anderen Kunstgegenständen aus der Zeit des Empire. Bevor Kaiserin Eugénie das Schloss Arenenberg dem Kanton Thurgau schenkte, entfernte sie wertvolle Gegenstände aus dem Gebäude. Einige Räume mussten deshalb neu möbliert werden.
Vor dem Schlosseingang liegt dem See zugewandt eine kleine neugotische Kapelle. Die Wirtschaftsgebäude beherbergen das Thurgauer Land- und hauswirtschaftliche Bildungs- und Beratungszentrum. Zum 200. Geburtstag Napoleons III. wurde im Jubiläumsjahr 2008 der Schlosspark weitgehend wiederhergestellt. Parallel zu der ständigen Schlossausstellung fand im benachbarten Konstanz eine Ausstellung zu der vergangenen Epoche der Bonaparten in ihrem Exil am Bodensee statt. Ein Triebwagen der zwischen Konstanz und der Schweiz bzw. entlang dem Bodensee fahrenden Thurbo-Bahn wurde 2008 werbewirksam Napoléon III. getauft.

### Sonderausstellungen (Auswahl)
- 1. Mai bis 11. November 2018: Wir waren auch dabei – Männer aus der Schweiz und das Konstanzer Regiment Nr. 114 im Krieg 1914–1918. Arenenberg (Napoleonmuseum Thurgau)[9]

## Park
Mit seiner im Spätsommer 2008 wiedereröffneten Parkanlage besitzt das Schloss selbst ein Kulturdenkmal von europäischem Rang. Königin Hortense hat in der Tradition ihrer Familie eine rund 12 Hektar grosse Parkanlage im Stil des englischen Landschaftsgartens errichten lassen. Hermann von Pückler-Muskau gestaltete den Park ab 1834 und gab ihm sein heutiges Aussehen.
Über einen kleinen Rundweg am Hang entlang eröffnet sich zwischen Weinbergen und Gartenanlagen ein prächtiger Blick auf den Bodensee. Zu den Ziergebäuden des Parks zählen eine kleine Einsiedelei, die Eremitage und ein Aussichtspavillon, der von zwei Satyrn flankiert wird.
Im Park liegt auch der Zugang zum kleinen, gut erhaltenen historischen Eiskeller und der Eingang zu einem Gewölbe, das vermutlich ein Teil des historischen Plumpsklos war. Die sanitären Anlagen im historischen Schloss sollen für ihre Zeit sehr fortschrittlich gewesen sein. Eiskeller und Gewölbe befinden sich in der Böschung aus Sandstein, die die Südseite des Parks bildet.